# Aureille
Aureille är en kommun i departementet Bouches-du-Rhône i regionen Provence-Alpes-Côte d'Azur i sydöstra Frankrike. Kommunen ligger  i kantonen Eyguières som ligger i arrondissementet Arles. År 2022 hade Aureille 1 537 invånare.

## Befolkningsutveckling
Antalet invånare i kommunen Aureille
Referens:INSEE